# Planschneider

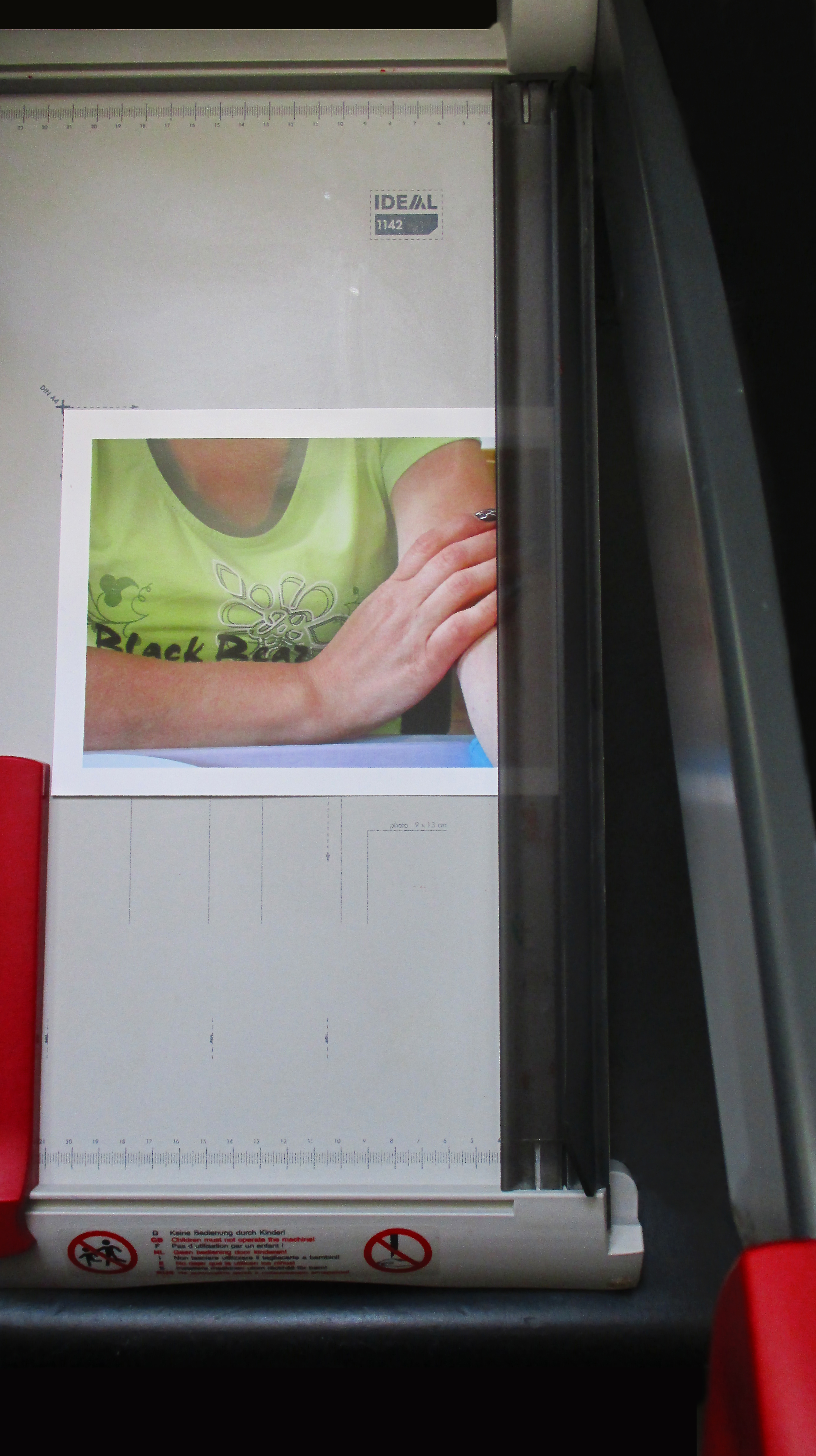
DIN-A3-Planschneidemaschine

Ein Planschneider ist eine Maschine in der Buchbinderei oder Endfertigungsabteilung einer Druckerei. Er dient zum Schneiden von blättrigen Werkstoffen wie Papieren, Kartons, Pappen oder Kunststofffolien.

## Name
Durch die unterschiedliche Nutzung des Planschneiders sind unterschiedliche Namen geprägt worden:
- Papierschneidemaschine

Die Bezeichnung Papierschneidemaschine rührt von der ursprünglichen Nutzung her. Früher wurden Planschneider ausschließlich zum Schneiden von Büchern, Papier und Pappe eingesetzt (siehe auch DIN 6730 „Papier / Pappe – Begriffe“).
- Planschneider

Der Begriff Planschneider bezieht sich auf Planobogen (plano, also flach, liegende Papierbogen) und unterscheidet diese Maschine damit von Rollenschneide-Einrichtungen für Papierbahnen, wie sie in Rotationsdruckmaschinen verwendet werden. Mit dem Schneiden von Plänen hat der Begriff nichts gemeinsam.
- Schnellschneider

Der Begriff Schnellschneider wurde wohl durch Ferdinand Heim geprägt. Er baute um 1878 eine Schneidemaschine, bei der die Pressung zusammen mit dem Schnitt und ohne große Einstellarbeiten und damit schnell ausgeführt wurde.

## Geschichte

### Vorläufer des Planschneiders

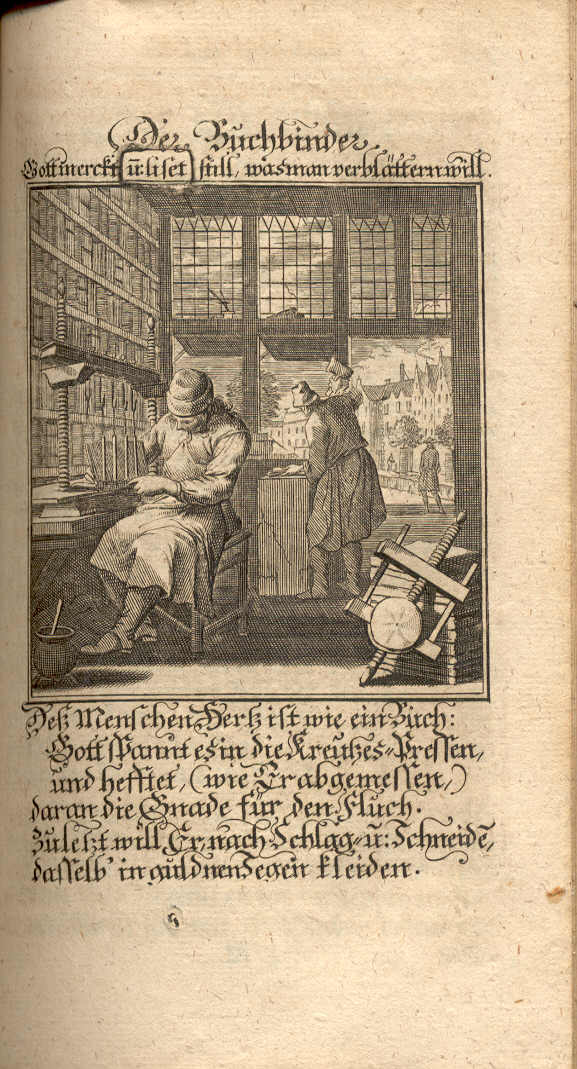
Der Buchbinder (Kupferstich, 17. Jh.); aus: Etwas für alle. Würzburg, 1699

Lange bevor man Planschneider kannte, wurde Papier geschnitten. Einzelne Bogen wurden mit Messern oder auch Scheren geschnitten. Die Buchbinder suchten aber mehr und mehr mechanisierte Geräte, um ihre Arbeit zu erleichtern.

### Beschneidehobel mit scheibenförmiger Klinge

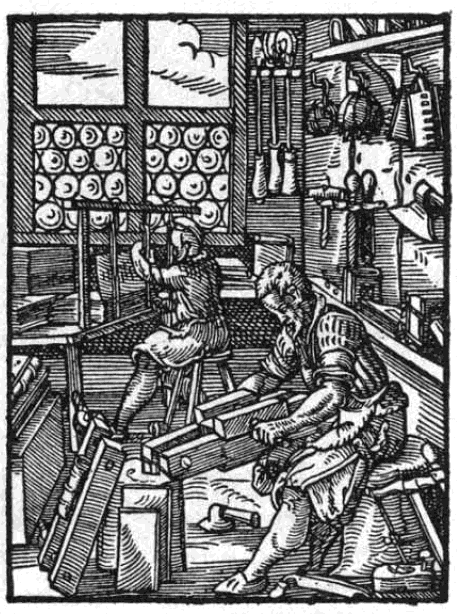
Die Arbeit in der Buchbinderwerkstatt (Holzschnitt, 1568); zu sehen ist, wie ein Buchbinder das in einer Presse eingeklemmte Buch auf seinen Knien liegend mit einem Beschneidehobel bearbeitet.

Das erste mechanische Gerät zum Beschneiden von Büchern war der Beschneidehobel. Die Erfindung des Beschneidehobels erleichterte die Arbeit nicht nur, es war nun auch möglich, ein Buch mit einem glatten und einheitlichen Buchschnitt zu versehen. Dies erleichterte das Blättern im Buch wesentlich. Außerdem schaffte der glatte Beschnitt eine bessere Voraussetzung für eine mögliche Verzierung der Beschnittflächen. 
Zum Beschneiden wurde das Buch in einer hölzernen Presse fixiert. Dann wurde mit einem scheibenförmigen Messer Span für Span abgetrennt. So wurde praktisch Seite für Seite nacheinander beschnitten. Im Bild „Der Buchbinder“ aus Abraham a Santa Clara sieht man vorne rechts einen Beschneidehobel von unten. Deutlich zu sehen ist die runde Scheibe, die als Klinge des Hobels fungiert.

### Zungenhobel

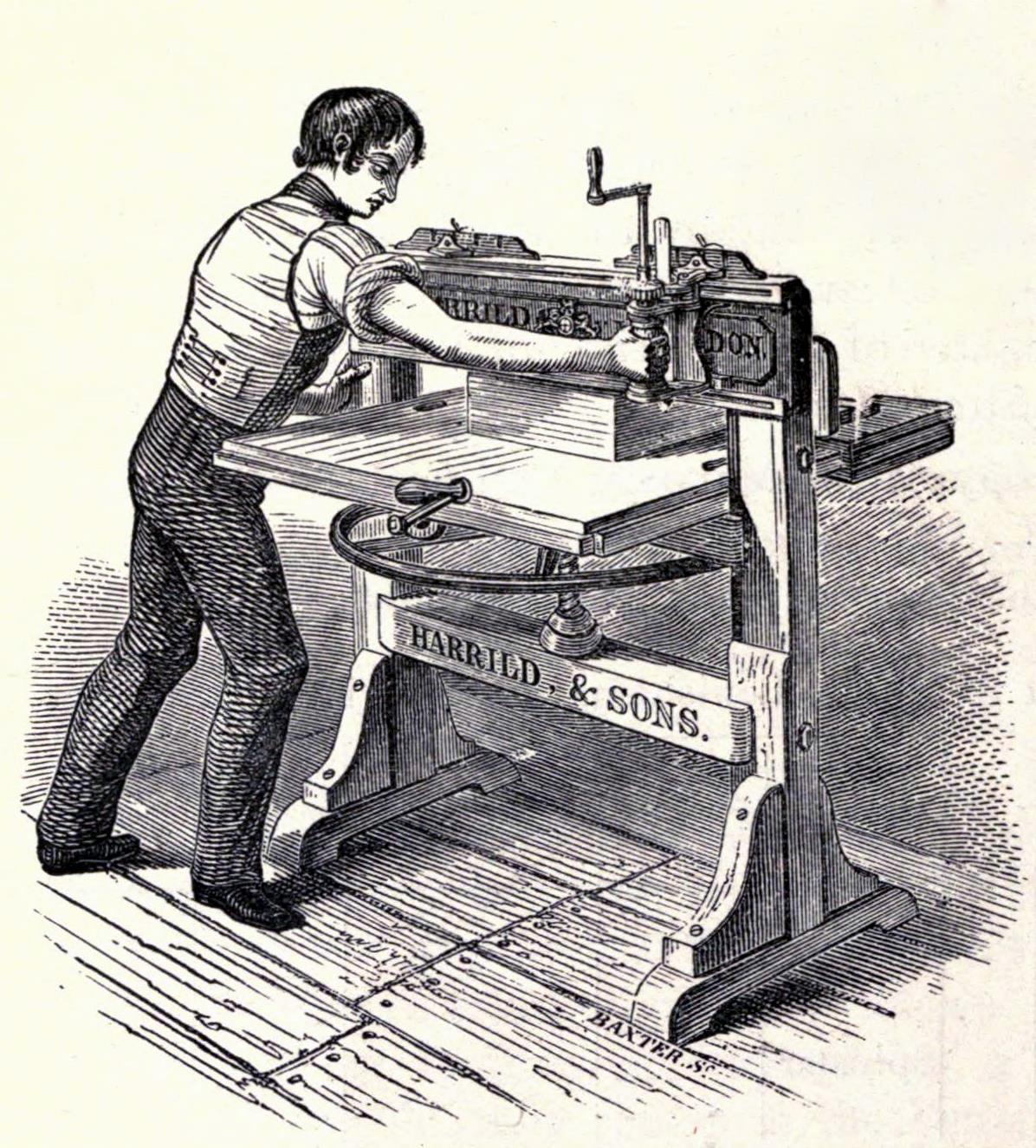
Maschine mit integriertem Zungenhobel, ca. 1820

Als Ersatz für den Scheibenhobel kamen später Zungenhobel, auch französischer Hobel genannt, auf. Die Zunge konnte leichter und viel schneller als die Scheibe im bisher benutzten Beschneidehobel geschliffen werden. Im Bild „Maschine mit integriertem Zungenhobel, ca. 1820“ ist eine Maschine mit Zungenhobel zu sehen. Dieses Gerät stellt in Bezug auf die Weiterentwicklung den nächsten Schritt der Benutzung des Beschneidehobels dar. Wie in diesem Bild zu sehen ist, wurde den Zungenhobel in die Gesamtkonstruktion aufgenommen. Hierdurch wurden die Buchpresse und das eigentliche Schneidewerkzeug zu einem Gerät zusammengeführt. Bemerkenswert ist auch der bewegliche Tisch. Der Tisch wirkt wie ein Teil einer Buchpresse und dient zur Aufnahme des beweglichen Anschlags (später Sattel genannt) zur Formateinstellung.

### Planschneider mit vertikal wirkendem Messer
Mitte des 18. Jhs. wird endgültig der Schritt weg von Zungenhobel hin zur Schneidemaschine vollzogen. Die ersten Maschinen besaßen nicht nur Metallgehäuse. Auch Holzkonstruktionen waren üblich. Mit der Weiterentwicklung der Gießereitechniken verschwanden die Holzkonstruktionen jedoch sehr schnell.
1837 baute Thirault wohl die erste Maschine mit festem Messer. Hierbei handelte es sich um eine Maschine mit einem Messer größer als die maximale Schnittbreite der Maschine. Eine vergleichbare Maschine steht im Museum bei Polar-Mohr in Hofheim. 1844 erhielt Guillaume Massiquot (1797–1870) ein Patent für eine mit den heutigen Planschneidern vergleichbare Schneidemaschine. Das Besondere an dieser Maschine war eine schräge Messerab- und -aufwärtsbewegung. Das in einen Messerbalken eingeschraubte Messer wurde zwischen zwei senkrecht angeordneten Gussplatten geführt. Zwei Gleitsteine führten den Messerbalken seitlich diagonal. Durch den diagonal verlaufenden Schnitt waren die für den Schnitt und die Rückführung des Messers aufzubringenden Kräfte sehr gering. Diese Anordnung der mechanischen Bauteile für den Schnitt hat sich bis heute nicht wesentlich geändert. Den eigentlichen Beginn der industriellen Herstellung von Planschneidern wird der Firma Krause in Leipzig zugeschrieben.

### Hebelschneidemaschine
Als Antrieb für den Schnitt dienten bei sehr kleinen Maschinen oft Handhebel. 

### Radschneidemaschine
Bei mittleren bis großen Maschinen wurden gerade verzahnte Getriebe eingesetzt. Die Radschneidemaschinen wurden mit einer großen radförmigen Kurbel oder über Transmissionswellen und Riemen angetrieben. Zu Schnittbeginn wurde durch den Bediener eine mechanische Kupplung eingerückt. Durch eine Zwangskurve wurde die mechanische Kupplung bei Schnittende wieder ausgerückt.

### Geschichtliche Entwicklung der Messerbewegung
Bei den unterschiedlichen Konstruktionen der Messerbewegung wurden entsprechend der jeweiligen epochalen technischen Möglichkeiten immer wieder neue Funktionsweisen entwickelt.

## Geschichtliche Entwicklung der Pressung
Dadurch, dass die früher geschnittenen Papiere und Pappen einen höheren Faseranteil hatten lag die benötigte Presskraft wesentlich niedriger als heute.
Die Schneidemaschinen die Pressung und Schnitt als zwei getrennte Arbeitsgänge aufwiesen besaßen in erster Linie eine Spindelpressung. Eine im Maschinengehäuse senkrecht angeordnete Spindel drückte von oben auf den Pressbalken. Durch unterschiedlich starkes Anziehen der Spindel konnte die Pressung zumindest grob geregelt werden.
In Schneidemaschinen, bei denen die Pressung und der Schnitt in einen Arbeitsgang zusammengefasst wurden, war die Federpressung bis Mitte des 20. Jhs. üblich. Bei der Messerabwärtsbewegung wurde die voreingestellte Federkraft durch eine Zwangskurve auf den Pressbalken übergeben. Bei der Messeraufwärtsbewegung wurde die Feder durch die Zwangskurve wieder gespannt. Mitte des 20. Jhs. brachte die Firma Schneider die erste hydraulisch gesteuerte Pressung auf den Markt. Seit den 1980er Jahren gibt es von Polar automatisch regulierende und programmierbare Pressungen. Hierdurch übernimmt der Planschneider automatisch die Voreinstellung des Pressdruckes vor jedem Schnitt.

### Geschichtliche Entwicklung des Sattels
Die geschichtliche Entwicklung des Sattels als hinteren Anschlag im Planschneider muss in zwei Gruppen aufgeteilt werden. Der Sattelantrieb wurde bis Mitte des 20. Jh. manuell durchgeführt. Hierzu wurde eine Spindel mittels einer Kurbel oder einem horizontal unter dem Vordertisch angeordneten Handrad gedreht. Die Spindel führte den Sattel vor- und rückwärts. Daneben gab es bei kleineren bis mittleren Maschinen Antriebe mit einem rastenden Kurbelarm anstelle des Handrades und einem Stahlband anstelle der Spindel. Nach der Einführung des elektromotorischen Sattelantriebes durch Polar begann man sehr schnell automatische Sattelbewegungen zu konstruieren. Zuerst war es nur möglich wiederkehrend Sattelpositionen anzufahren. Dann wurden Korrektur- und Repetierfunktionen hinzugefügt. Heute besitzen Planschneider frei programmierbare computergesteuerte Programmabläufe für die Sattelbewegung.
Bei der Gestaltung des Sattels gab es im Wesentlichen drei wichtige Entwicklungen. Nachdem die ersten Sattel nur reine Anschläge waren, ging man mehr und mehr zu beweglichen Sattelrechen oder beweglichen Gleitern über. Bevor die computergesteuerten Sattelbewegungen modern wurden, half man sich zum Beispiel zum Beschneiden von Büchern mit einem sogenannten dreiteiligen Sattel. Hierbei wurde der Sattel auf das Maß des Vorderschnittes eingestellt. Die beiden äußeren einstellbaren Sattelrechen wurden auf die Maße des Fuß- und des Kopfbeschnittes eingestellt. Somit entstand ein Sattel mit drei verschiedenen Positionen ohne den Sattel dafür bewegen zu müssen. Mitte des 19. Jhs. kamen Funktionen wie Drehsattel, Neigesattel, Anlegemarken und Niederhalter vor dem Sattel auf.

## Funktionsvielfalt
Aus den ehemals drei Funktionen, verstellbarer Anschlag, Pressung und Schnitt entstanden in den letzten 150 Jahren immer mehr Hilfen für den Bediener. Der Funktionsumfang aktueller Planschneider variiert sehr stark und ist abhängig vom Hersteller und Modell. Es werden weiterhin einfache Maschinen für manuelle Bedienung bis hin zu vollautomatischen computergesteuerten Schneidsystemen mit weit über hundert Funktionen angeboten.

## Wesentliche Baugruppen
- Ständer:

Der Ständer ist das eigentliche Maschinengehäuse. Er nimmt den Messerbalken, den Pressbalken, sowie deren Führungselemente, den Tisch und in den modernen Maschinen auch die elektrische Steuerung auf.
- Tisch:

Der Tisch dient dem Bediener als Arbeitsfläche und nimmt den Sattel, die Sattelführung, die Spindel und die Seitenlineale auf.

## Planschneider heute

### Funktion
Das Funktionsprinzip entspricht der Fertigungstechnik Keilschneiden nach DIN 8588. Während des Schnittes wird das Schneidgut durch ein sich vertikal bewegendes keilförmiges Messer zerteilt. Hierbei wird das Schneidgut von unten durch den Maschinentisch mit der Schneidleiste gestützt.
Zur Erlangung einer guten Schnittqualität wird das Schneidgut vor dem Schnitt durch die Pressung gegen den Maschinentisch fixiert. Hierdurch kann das Schneidgut beim Schnitt nicht verrutschen. Neben der Pressung und dem Schnitt besitzt der Planschneider den beweglichen Sattel, der als rückwärtiger Materialanschlag zur Positionierung des Schneidgutes dient. Für einen Arbeitsablauf wird das Schneidgut zuerst gegen den Sattel angelegt. Dann wird der Schnitt mit der vorauseilenden Pressung aktiviert.

### Handhabung
In den Planschneider werden Papierstapel eingelegt, die vor der Durchführung des Schnittes mittels eines von oben nach unten drückenden Pressbalkens festgehalten werden. Anschließend wird der Schnitt mittels eines Messers von oben nach unten durchgeführt und dann der Pressbalken wieder gelöst. Frühere Planschneider wurden manuell mittels Schwungrad angetrieben. Heute verfügen sie über Elektromotoren und elektronische Steuerungseinrichtungen. Das Anfahren der Schneidepositionen erfolgt bei den neuesten Modellen nach Programmierung der Schnittfolgen automatisch.

## Aktuelle europäische Hersteller
- Busch, Deutschland, Marke: Schneider-Senator
- Krug & Priester, Deutschland, Marken: Ideal, EBA
- Perfecta, Deutschland, Marke: Perfecta
- Polar-Mohr, Deutschland, Marken: Polar, Baum, Mohr
- Schneider-Engineering, Schweiz, Marke: Schneider-Engineering
- Baumann-Wohlenberg, Deutschland, Marke: Wohlenberg
- MZE Maschinenbau GmbH & Co. KG, Deutschland, Marke: Eurocutter
- Baumann Maschinenbau Solms und Perfecta, Deutschland, Marke: baumannperfecta

## Ehemalige europäische Hersteller
- Bautzener Kartonagefabrik, Deutschland
- Como, Schweden
- EBA, Deutschland
- FL, Frankreich
- Goetjes & Schulze, Deutschland
- Herold, Deutschland
- Johne, Deutschland
- JUD, Frankreich
- Krause, Deutschland
- Krause Biagosch, Deutschland
- Mannsfield, Deutschland
- Romenskij zavod, Ukraine
- RPM, Deutschland
- Schneider-Senator, Deutschland
- VEB Polygraphische Maschinen Bautzen, Deutschland
- Wohlenberg, Deutschland

### Zur Historie der Planschneider
- Lehr- und Handbuch der Buchbinderei Adam, Paul, Löwenstein´sche Verlagshandlung, Dresden 1886/91.
- Der Buchbeschnitt, Collin, Ernst, Archiv für Buchgewerbe 49. 1912 Seite 249–251.
- Das Beschneiden von Büchern, Heften und Papierstapeln, Deutscher Buch- und Steindrucker 27. 1920, Seite 23–24.
- Die Regeln des Buchbeschnitts, Allg. Anzeiger für Buchb. 50. 1935.

- Buchbindereimaschinen, Mordowin, Prof. B. M., VEB Verlag Technik Berlin 1962.
- Grundlagen der Papierverarbeitung, Hesse, R.; Tenzer, H. J., VEB Verlag für Buch und Bibliothekswesen Leipzig 1963.
- DIN 8869:1964 DE Papierverarbeitungsmaschinen, Langmesser für Papierschneidemaschinen, Beuth-Vertrieb Berlin/Köln 1964.